# BGS Aqsay FK
BGS Aqsay FK (Kazachs: БГС Ақсай ФК) was een voetbalclub uit het Kazachse stadje Aqsay.
Na het uitroepen van de onafhankelijkheid van Kazachstan op 16 december 1991 schieten de voetbalclubs als paddenstoelen uit de grond. Ook in het door olie- en gaswinning welvarend geworden stadje Aqsay in het noordwesten van Kazachstan wordt een voetbalclub opgericht, die de naam Qaraşığanaq FK Aqsay (Kazachs Қарашығанақ ФК Ақсай) krijgt, genoemd naar het beroemde gasveld Qarajığanak in de buurt van de stad. De club promoveert in 1993 al naar de Premjer-Liga, maar degradeert na een jaar alweer. In 1994 gaat de club failliet en maakt later een doorstart onder de naam BGS Aqsay FK (Kazachs БГС Ақсай ФК); onder die naam wordt in 2002 de Pervoj-Liga bereikt, waar de club na een jaar alweer uit verdwijnt. Sindsdien is niets meer van de ploeg vernomen.

## Erelijst
-

## Historie in dePremjer-Liga
| Jaar | Competitie | Prestatie                                                                           | (Naam)               |
| ---- | ---------- | ----------------------------------------------------------------------------------- | -------------------- |
| 1992 | Topdivisie |                                                                                     |                      |
| 1993 | Topdivisie | 11de plaats in voorrondegroep B, 24ste (12de) in de degradatiegroep en gedegradeerd | Qaraşığanaq FK Aqsay |
| 1994 | Topdivisie |                                                                                     |                      |
| 1995 | Topdivisie |                                                                                     |                      |
| 1996 | Topdivisie |                                                                                     |                      |
| 1997 | Topdivisie |                                                                                     |                      |
| 1998 | Topdivisie |                                                                                     |                      |
| 1999 | Topdivisie |                                                                                     |                      |
| 2000 | Topdivisie |                                                                                     |                      |
| 2001 | Topdivisie |                                                                                     |                      |
| 2002 | Superliga  |                                                                                     |                      |

## Naamsveranderingen
Alle naamswijzigingen van de club op een rijtje:
| Jaar (Datum) | Nieuwe naam (Russisch: Nederlandse transcriptie) (Kazachs: Qaydar-transcriptie) | Nieuwe Russische naam (t/m 1991) | Nieuwe Kazachse naam (vanaf 1992) |
| ------------ | ------------------------------------------------------------------------------- | -------------------------------- | --------------------------------- |
| 1992         | Qaraşığanaq FK Aqsay                                                            |                                  | Қарашығанақ ФК Ақсай              |
| ?            | BGS Aqsay FK                                                                    |                                  | БГС Ақсай ФК                      |

Premjer-Liga · 
birinşi lïgası ·
Beker van Kazachstan · 
Supercup van Kazachstan

Kazachse deelnemers aan de AFC-toernooien · 
Kazachse deelnemers aan de UEFA-toernooien

Kazachse voetbalbond · 
Kazachs voetbalelftal